# Chzo Mythos
Chzo Mythos è una collezione di quattro avventure grafiche amatoriali freeware create da Ben "Yahtzee" Croshaw con Adventure Game Studio.

## Capitoli

### 5 Days a Stranger
Racconta della storia di un ladro gentiluomo chiamato Trilby che si infiltra nel maniero DeFoe, apparentemente disabitato, con lo scopo di rubare alcuni oggetti preziosi. Ma poi scoprirà che la casa ha una sua coscienza, ne sarà quindi imprigionato insieme ad altre 4 persone, che tenteranno di combattere contro un male invisibile per mettere in salvo le loro vite.
Durante la sua permanenza nella casa, Trilby sarà perseguitato da sogni terribili riguardanti lo spirito che soggiorna nel maniero e dovrà inoltre investigare su uno strano idolo di legno che sembra voler possedere chiunque lo tocchi.

### 7 Days a Skeptic
La storia narra delle sorti dell'equipaggio della nave stellare Mephistopheles, comandata dal Capitano Barry Chahal. Tutti i membri dell'equipaggio sono in pericolo: dopo le morti dei primi personaggi, i rimanenti capiscono che c'è qualcuno (o qualcosa) sulla nave che minaccia la loro incolumità. Nei panni del dottor Jonathan Somerset, il giocatore dovrà arrivare a capo di questo inquietante mistero e di un inganno ben architettato.

### Trilby's Notes
Trilby's Notes racconta i fatti che intercorrono fra 5 Days a Stranger e 7 Days a Skeptic.
L'azione si svolge quasi interamente in un albergo, dove accadranno cose oltre ogni immaginazione. Il senso opprimente di fastidio e allucinazione che pervade gli ambienti è costruito allo scopo di far calare il giocatore nel ruolo di Trilby (che nel frattempo è diventato un agente segreto che indaga sull'occulto) che si ritroverà catapultato, e ingannato, da qualcosa di subdolo e dalle strane origini che si è perpetrato per secoli. 

### 6 Days a Sacrifice
Il gioco si svolge in uno strano complesso, adibito a base di un nuovo culto chiamato Optimology che sembra aver preso tutto il "buono" delle religioni esistenti per crearne una nuova e migliore a cui molte celebrità si stanno unendo. Il protagonista è un giovanotto biondo, mandato dalla contea a indagare sulla presunta costruzione abusiva di stanze sotterranee da parte della setta dopo che la polizia si è vista arrivare una strana nota. L'ambiente di gioco, a poco a poco, diventerà sempre più familiare per i giocatori della saga. Il finale sarà inaspettato poiché, all'improvviso, si scoprirà che sarà un falso. Quello reale si dimostrerà all'altezza di questa stupenda saga.